# Bad Boys Bound〜TOKIO II〜
『Bad Boys Bound 〜TOKIO II〜』（バッド・ボーイズ・バウンド トキオ・ツー）は、1995年の7月3日にSony Recordsよりリリースされた、TOKIOの2作目のアルバム。

## 概要
1枚目のアルバム『TOKIO』より7ヶ月と2週間ぶりにリリースされたアルバムであり、7ヶ月と2週間というリリース間隔は、TOKIOのオリジナルアルバムの中では一番短い。
シングル「うわさのキッス」とカップリング曲「哀しみのBeliever」、シングル「ハートを磨くっきゃない」のカップリング曲「ぼくの伯父さん〜My uncle is a nice guy〜」が収録されたが、表題曲の「ハートを磨くっきゃない」は未収録となった。
初回盤はスリーブケース仕様となっており、TOKIO LIVE WRIST CHIEF（ライヴ リスト チーフ）が付属している。

## アルバムジャケット
宝島社が発行する雑誌『宝島』に連載されていた読者投稿コーナーVOWに、当アルバムのジャケットの城島茂が右足を高い位置に掛けるポーズをとっている写真が投稿され、採用されたことがある。投稿人のコメントは「無理をするな、兄ちゃん」といったものであり、それに対する編集部のコメントは「股が裂けるぞ（笑）。この兄ちゃんは時任さんか?」といったものであり、当時はまだ、TOKIOや城島の知名度が低かったことがうかがえる。単行本としては『現代下世話大全 バウハチ!』(VOW8)、それらを文庫化した『VOW全書4』に収録されている。

## 批評
| 専門評論家によるレビュー | 専門評論家によるレビュー |
| レビュー・スコア         | レビュー・スコア         |
| 出典                     | 評価                     |
| ------------------------ | ------------------------ |
| CDジャーナル             | 肯定的                   |

CDジャーナルは、「演奏はけっして上手いとは言えないが、それを補って余りあるのが彼らの前向きな気持ち、そしてよく練られた楽曲のアレンジだろう。」と肯定的に評価している。

## 収録曲
| #         | タイトル                                      | 作詞       | 作曲      | 編曲      | 時間  |
| --------- | --------------------------------------------- | ---------- | --------- | --------- | ----- |
| 1.        | 「未来派センス」                              | 朝水彼方   | 西脇辰弥  | 西脇辰弥  | 3:39  |
| 2.        | 「JULIET」                                    | 芹沢類     | 青木秀樹  | 重実徹    | 4:42  |
| 3.        | 「抱きしめたかった」                          | 山田ひろし | 西脇辰弥  | 西脇辰弥  | 4:28  |
| 4.        | 「うわさのキッス」                            | 工藤哲雄   | 都志見隆  | 白井良明  | 3:30  |
| 5.        | 「Girl」                                      | 山田ひろし | 吉田憲右  | 西脇辰弥  | 4:39  |
| 6.        | 「彼女によろしく」                            | 工藤哲雄   | 都志見隆  | 白井良明  | 4:31  |
| 7.        | 「この夜を越えて」                            | 山田ひろし | 林哲司    | 西脇辰弥  | 4:32  |
| 8.        | 「哀しみのBeliever」                          | 工藤哲雄   | 都志見隆  | 白井良明  | 3:51  |
| 9.        | 「ぼくの伯父さん 〜My uncle is a nice guy〜」 | 工藤哲雄   | 都志見隆  | 白井良明  | 3:40  |
| 10.       | 「渡せないエンジェル」                        | 山田ひろし | 青木秀樹  | 西脇辰弥  | 3:54  |
| 11.       | 「やっと会えた」                              | 朝水彼方   | 青木秀樹  | 重実徹    | 4:53  |
| 合計時間: | 合計時間:                                     | 合計時間:  | 合計時間: | 合計時間: | 46:19 |

## 楽曲解説
1. 未来派センス
2. JULIET
3. 抱きしめたかった
4. うわさのキッス
  - 3rdシングル
5. Girl
6. 彼女によろしく
7. この夜を越えて
8. 哀しみのBeliever
  - 3rdシングルカップリング
9. ぼくの伯父さん 〜My uncle is a nice guy〜
  - 4thシングル「ハートを磨くっきゃない」カップリング
10. 渡せないエンジェル
11. やっと会えた

## メディアでの使用
| # | 曲名               | タイアップ                                             | 出典  |
| - | ------------------ | ------------------------------------------------------ | ----- |
| 4 | 「うわさのキッス」 | フジテレビ系アニメ『キテレツ大百科』エンディングテーマ | [ 3 ] |

## 参加ミュージシャン

### TOKIO
- Vocal：長瀬智也
- Guitar：城島茂
- Bass：山口達也
- Keyboards：国分太一
- Drums：松岡昌宏

## 映像作品
未来派センス
- TOKIO FIRST LIVE VIDEO 〜BAD BOYS BOUND '95〜
- TOKIO CONCERT TOUR 1996 風になって（FC限定）
- TOKIO LIVE 1997 + SPECIAL BONUS TRACK 1998
- TOKIO 10th anniversary LIVE 2004

JULIET
- TOKIO FIRST LIVE VIDEO 〜BAD BOYS BOUND '95〜
- TOKIO 10th anniversary LIVE 2004

彼女によろしく
- TOKIO CONCERT TOUR 1996 風になって（FC限定）
- TOKIO 10th anniversary LIVE 2004

渡せないエンジェル
- TOKIO 1999 LIVE IN 日本武道館 〜君を想うとき〜

やっと会えた
- TOKIO FIRST LIVE VIDEO 〜BAD BOYS BOUND '95〜
- TOKIO 1999 LIVE IN 日本武道館 〜君を想うとき〜